# چمن ترد
چمن ترد (نام علمی: Poa infirma) نام گونه‌ای از سرده چمن‌ها است.